# Lohe (Bad Oeynhausen)
Lohe (bis 1926 Niederbecksen, plattdeutsch: Nienbiesen) ist der südlichste Stadtteil der Stadt Bad Oeynhausen im Kreis Minden-Lübbecke in Ostwestfalen.

## Lage
Lohe ist der südlichste Stadtteil der Stadt Bad Oeynhausen. Lohe grenzt im Norden an das Stadtzentrum, im Osten an den Stadtteil Rehme, im Westen an die Stadt Löhne und im Süden an die Stadt Vlotho, beide im Kreis Herford gelegen. In Lohe liegt der südlichste Punkt des Kreises Minden-Lübbecke.
Das nördliche Gebiet des Stadtteils Lohe liegt im flachwelligen Oeynhausener Hügelland, einem Teilbereich des Ravensberger Hügellands, das von Bächen teilweise stark zertalt ist; typisch sind die als Sieke bezeichneten Kastentälchen. Der nördliche Teil der Fläche wird von Gestein des Unteren Jura (Lias) gebildet, der südliche Teil liegt auf Gestein des Oberen Muschelkalks (Keuper).  Der südlichste Bereich Lohes mit Höhen deutlich über 200 Meter ü NN ist schon Teil des Lipper Berglandes, wobei die Grenze zwischen Ravensberger Hügel- und Lipper Bergland nicht trennscharf verläuft.

## Geschichte
Die Bauerschaft Niederbecksen gehörte bis zur Franzosenzeit zur Vogtei Vlotho im Amt Vlotho der Grafschaft Ravensberg. Von 1807 bis 1813 gehörte Niederbecksen zum Kanton Vlotho des französisch kontrollierten Königreichs Westphalen. Niederbecksen wurde 1813 wieder preußisch und kam 1816 zunächst zum Kreis Herford. Der Ort wechselte 1832 in den Kreis Minden, wo er eine Gemeinde im Amt Rehme bildete. Die Gemeinde Niederbecksen wurde 1927 in Lohe umbenannt, nachdem der Ortsteil Niederbecksen-Bruch am 1. April 1926 gegen eine Entschädigungszahlung von 25.000 Mark an die Stadt Bad Oeynhausen abgegeben wurde. Anlässlich der kommunalen Neugliederung, die am 1. Januar 1973 in Kraft trat, wurde die Gemeinde Lohe mit einer Gesamtfläche von rund 6,59 km² sowie 2657 Einwohnern ebenfalls nach Bad Oeynhausen eingemeindet. Vorher gehörte sie zum Amt Rehme mit dem Amtssitz Werste im Kreis Minden. Aktuell wird hier der altgermanische Versammlungsort Marklo vermutet.

### Name
Der Ortsteil wird oft die Lohe genannt; angesichts der hohen Lage sagt man in Bad Oeynhausen üblicherweise  „Er wohnt auf der Lohe“ statt „Er wohnt in Lohe“.

### Einwohnerentwicklung
Bei den Zahlen von 1961 und 1970 handelt es sich um Volkszählungsergebnisse (nur Erstwohnsitze). Bei den Angaben ab 2001 sind die Zweitwohnsitze mit enthalten.

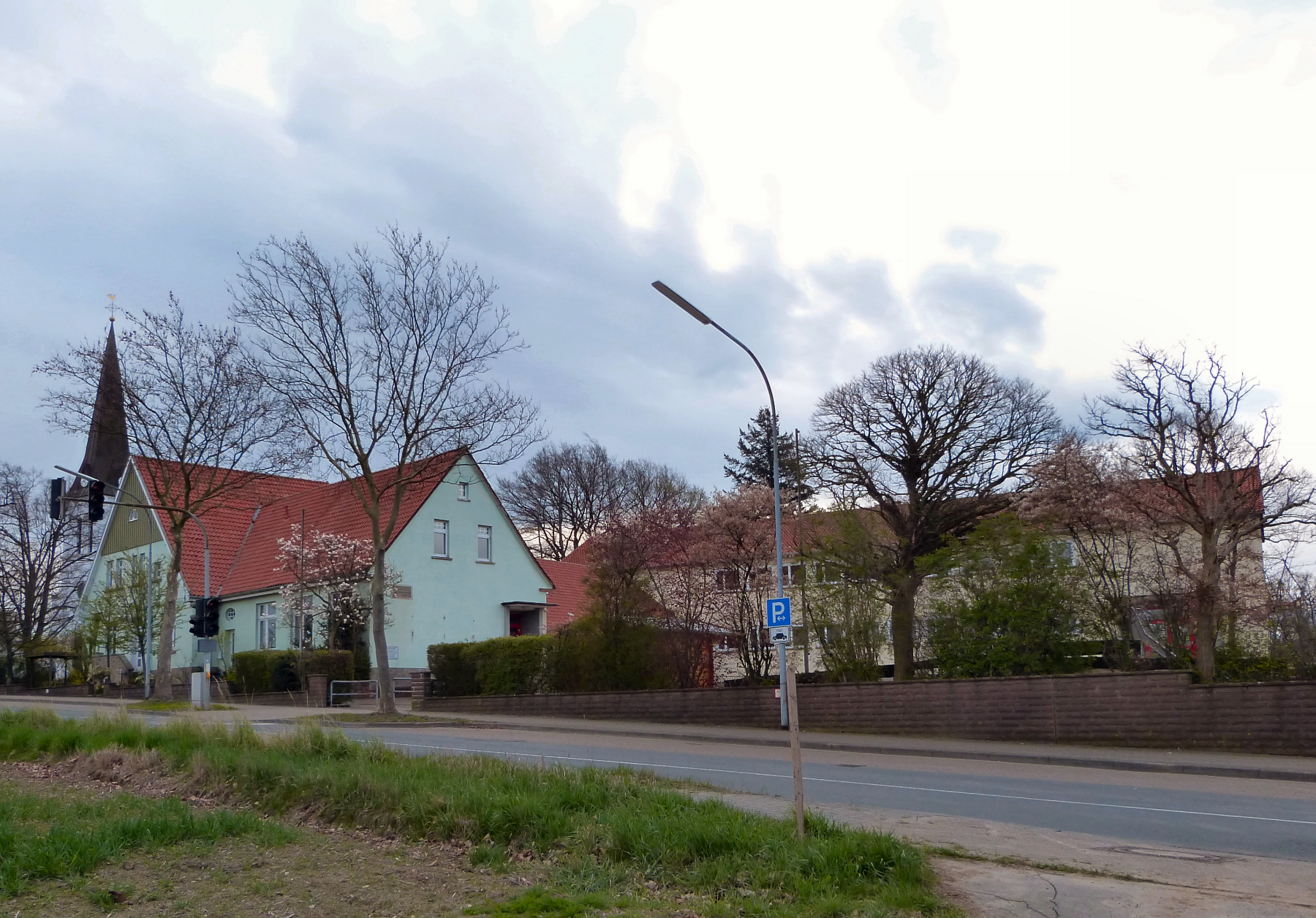
Grundschule Lohe (Hintergrund) mit Martin-Luther-Kirche und dem Kindergarten

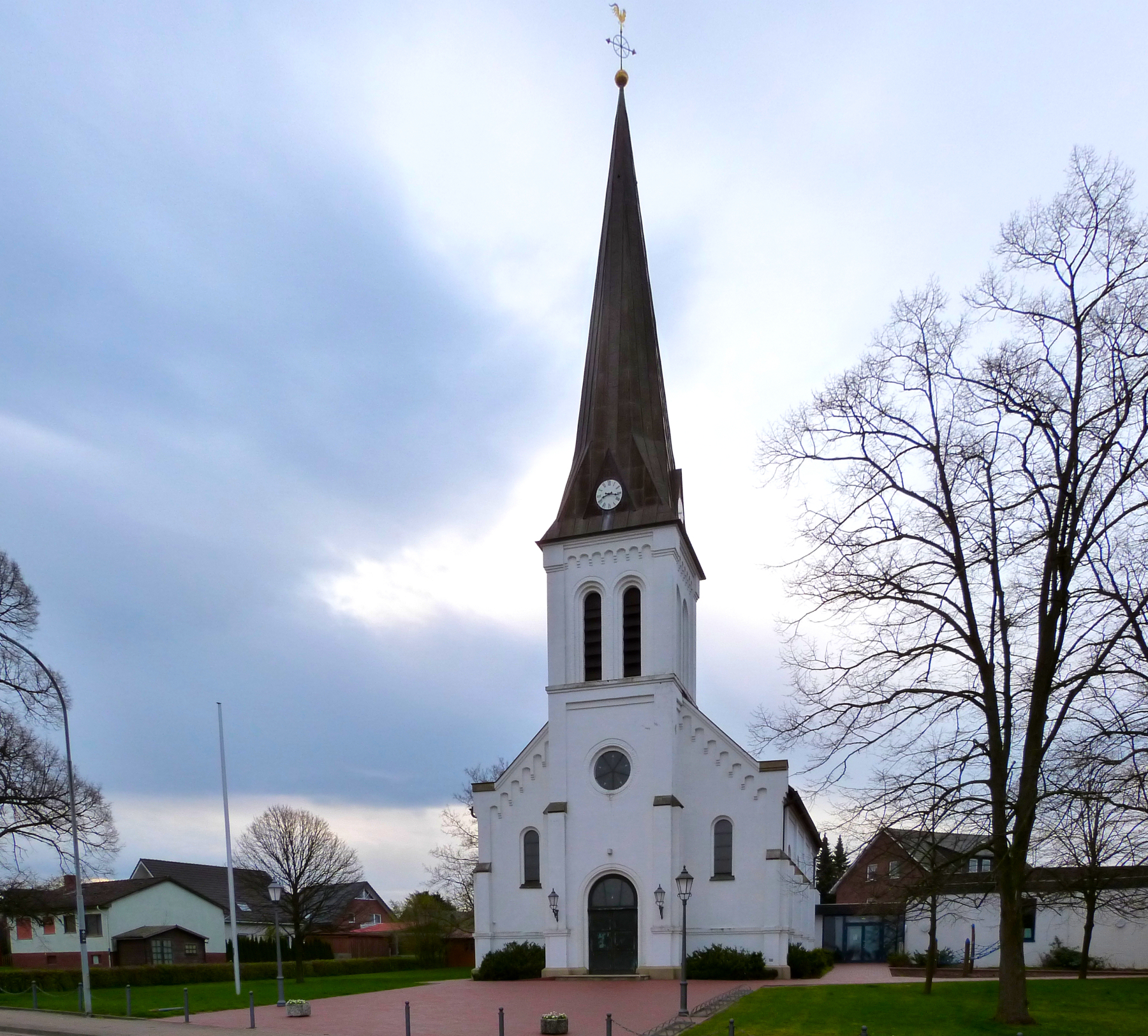
Ev.-luth. Martin-Luther-Kirche im Bad Oeynhausener Ortsteil Lohe

| Jahr                | Einwohner |
| ------------------- | --------- |
| 1961 (6. Juni)      | 2228      |
| 1970 (27. Mai)      | 2642      |
| 1972 (31. Dezember) | 2657      |
| 2001 (31. Dezember) | 3360      |
| 2002 (31. Dezember) | 3368      |
| 2003 (31. Dezember) | 3318      |
| 2004 (31. Dezember) | 3303      |
| 2005 (31. Dezember) | 3283      |

| Jahr                | Einwohner |
| ------------------- | --------- |
| 2006 (31. Dezember) | 3457      |
| 2007 (31. Dezember) | 3467      |
| 2008 (31. Dezember) | 3462      |
| 2009 (31. Dezember) | 3433      |
| 2010 (31. Dezember) | 3389      |
| 2011 (31. Dezember) | 3396      |
| 2018 (31. Dezember) | 3447      |

## Wirtschaft und Infrastruktur
Auf der Lohe befindet sich ein 56 ha großes Gewerbegebiet mit Betrieben aus den Branchen Maschinenbau, Farb- und Lackherstellung und Möbelherstellung.
Die Schule auf dem Hellerhagen (Hellerhagener Straße/Valdorfer Straße) wurde in den Jahren 1904 bis 1905 errichtet und war die südlichste des Kreises Minden. Die Loher Schule (an der Loher Straße, heute Wohnhaus) wurde 1912 gebaut. Nach dem Neubau (heutiges Schulgebäude an der Loher Straße) und der Zusammenlegung der Schulen im Jahre 1956 wurde das Schulgebäude Hellerhagen verkauft. Seit 1969 ist die Schule eine Grundschule. Seit 2010 ist sie ein Teilstandort des Grundschulverbunds Wichern-Lohe. Außerdem befindet sich auf der Lohe ein Kindergarten.

## Sehenswürdigkeiten
Die Kirchengemeinde Lohe wurde 1889 von Rehme abgepfarrt, die Martin-Luther-Kirche 1892 eingeweiht. Sie wurde in den Jahren 1964 bis 1966 renoviert. Der Backsteinbau wurde dabei verputzt, aus einer bis dahin roten Backsteinfassade wurde ein weißer Putzanstrich. Im Januar 1990 wurde der 16 Meter hohe Turmhelm durch einen Orkan vom Turmschaft gerissen und danach in der früheren Form wieder aufgebaut. Die von Kaiserin Auguste Viktoria gestiftete Altarbibel ist noch vorhanden.